# Coxelus alinae
Coxelus alinae is een keversoort uit de familie somberkevers (Zopheridae). De wetenschappelijke naam van de soort werd in 1973 gepubliceerd door Roger Dajoz.